# Aplocera bulgarica
Aplocera bulgarica là một loài bướm đêm trong họ Geometridae.